# Лудвиг II фон Йотинген
Лудвиг II фон Йотинген (на немски: Ludwig II von Oettingen; * ок. 1148/ок. 1180 в Йотинген, † пр. 28 юни 1225) е граф на Йотинген в Швабия, Бавария.
Той е син на граф Лудвиг I фон Йотинген († между 1141, 1151 и 1160) и брат на Зигфрид фон Йотинген († сл. 13 ноември 1237), провост в Регенсбург, 1237 г. епископ на Бамберг

## Фамилия
Лудвиг II фон Йотинген се жени пр. 1193 г. за София (фон Лехсгмюнд) (* ок. 1160 в Йотинген, † 5 април 1242/9 март 1243). Те имат децата:
- Конрад II († 28 юни 1241 – 5 април 1242/ 1248/50), женен за графиня Елизабет фон Вюртемберг-Грюнинген († 1251)
- Лудвиг 'Средни' († сл. 1247 в орден)
- Лудвиг 'Млади' († пр. 5 април 1242), капитулар в Аугсбург
- Лудвиг III 'Стари' (* пр. 1217, † пр. 24 април 1279), граф на Йотинген, женен I. пр. 28 юни 1241 г. за графиня Маргарета фон Бургау-Берг-Шелклинген († ок. 1244/сл. 1246), II. пр. 1246/ пр. 18 март 1253 г. за графиня Аделхайд фон Хиршберг († 1274)